# Eu haere ia oe (Waar ga je heen?)
Eu haere ia oe (Waar ga je heen?) (Frans: Où vas-tu?) is een schilderij van Paul Gauguin, dat ook bekendstaat als Vrouw met een vrucht (La femme au fruit). Hij schilderde het in 1893 op Tahiti. Sinds 1948 maakt het deel uit van de collectie van de Hermitage in Sint-Petersburg. 

## Voorstelling
Tussen 1891 en 1893 verbleef Gauguin voor de eerste keer op Tahiti, waar hij een ongerept paradijs hoopte te vinden. Hoewel de Europese overheersing al voor veel veranderingen op het eiland had gezorgd, vormden de tropische vegetatie en het dagelijks leven van de bewoners in die jaren toch een haast onuitputtelijke inspiratiebron voor de schilder. Veel doeken die hij in deze periode schilderde, gaf hij een titel in de inheemse taal. 
Een toevallige ontmoeting vormt het onderwerp van Eu haere ia oe. Volgens de Zweedse antropoloog en Gauguinkenner Bengt Danielsson was de vraag 'waar ga je heen?' in zo'n geval een gebruikelijk begroeting op het eiland. De vrouwen op de achtergrond stellen de vraag aan een jonge vrouw die een fraai versierde pareo draagt en een uitgeholde pompoen in haar handen houdt, waarschijnlijk gevuld met water. Vermoedelijk is dit een portret van Tehamana, Gauguins vahine, die hij ontmoette toen ze dertien jaar oud was en met wie hij samen leefde. Zij figureert op veel schilderijen uit die periode, zoals Vahine no te vi (Vrouw met mango) uit 1892.
Tijdens zijn verblijf op Tahiti had Gauguin de gewoonte om hetzelfde onderwerp meerdere malen te schilderen, soms met slechts kleine verschillen tussen de versies. Zo gaat Eu haere ia oe terug op Te Nave Nave Fenua (Heerlijke aarde). Op dat schilderij is een Tahitiaanse Eva ten voeten uit afgebeeld over de volle lengte van het doek. De vrouw op Eu haere ia oe is wellicht minder monumentaal weergegeven, maar het schilderij als geheel heeft hierdoor aan harmonie gewonnen. 
Er bestaat een tweede, vrijwel identieke, versie van Eu haere ia oe, die zich tegenwoordig in de Staatsgalerie in Stuttgart bevindt. Het voornaamste verschil tussen beide werken is de afgebeelde vrouw: op het doek in Stuttgart komt Titi voor, Gauguins eerste minnares op het eiland, die hij later in de steek liet, omdat zij als halfbloed te Europees zou zijn. Op het schilderij houdt zij geen pompoen, maar een hondje vast. Daarnaast heeft zij een veel stijvere houding.
De pose van de voorste vrouw op de achtergrond ten slotte kent in het werk van Gauguin veel parallellen. Een bekend voorbeeld daarvan is het symbolische Nafea faa ipoipo? (Wanneer ga je trouwen?).

## Herkomst
- In bezit van de kunsthandelaar Ambroise Vollard.
- 29 april 1908: Ivan Morozov koopt het schilderij voor 8.000 frank.
- 1918: Overgebracht naar het Museum voor Nieuwe Westerse Schilderkunst-2 in Moskou.
- 1923: Dit museum gaat op in het Staatsmuseum voor Nieuwe Westerse Kunst.
- 1948: Overgebracht naar de Hermitage.

## Afbeeldingen

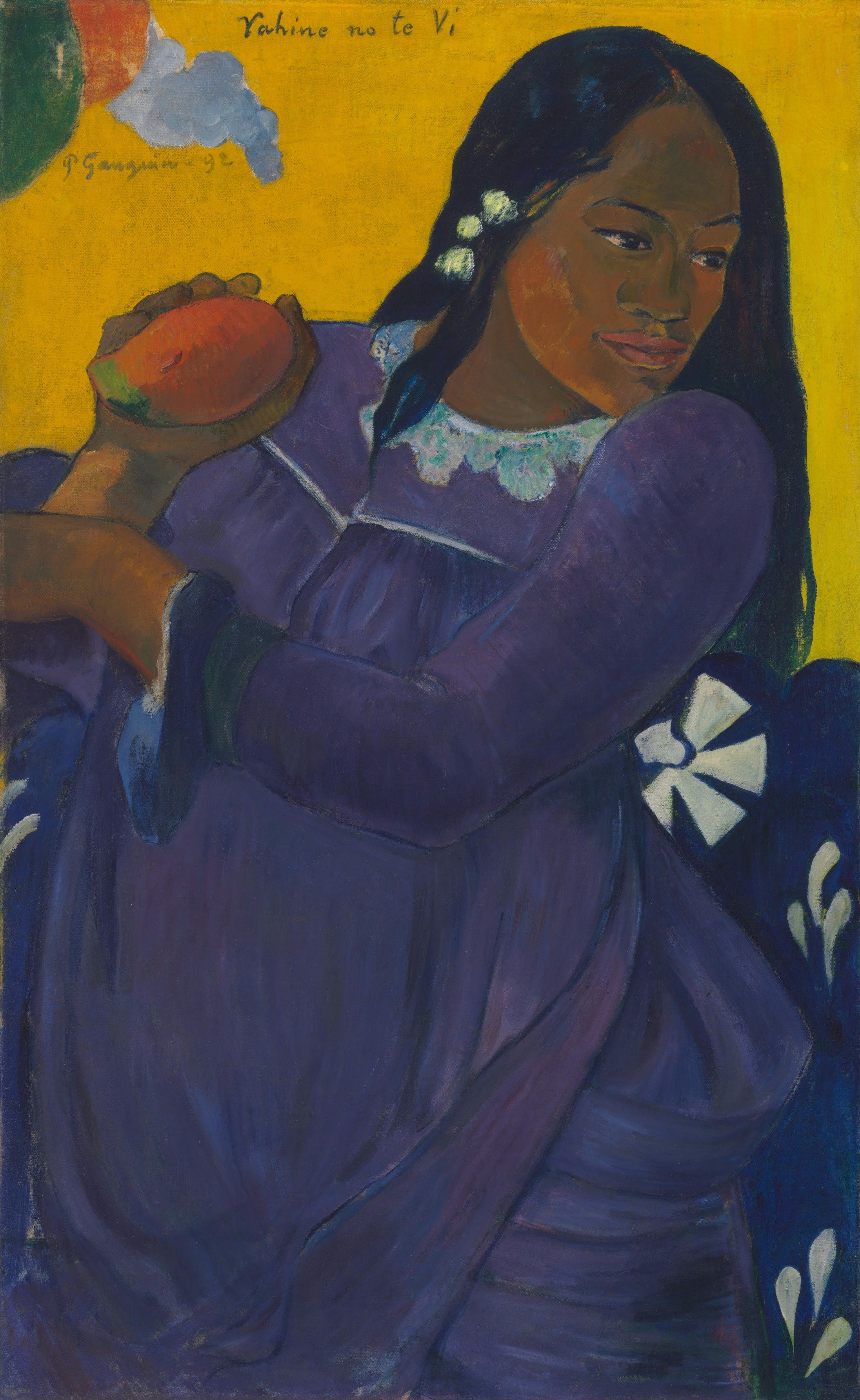
Vahine no te vi (1892)
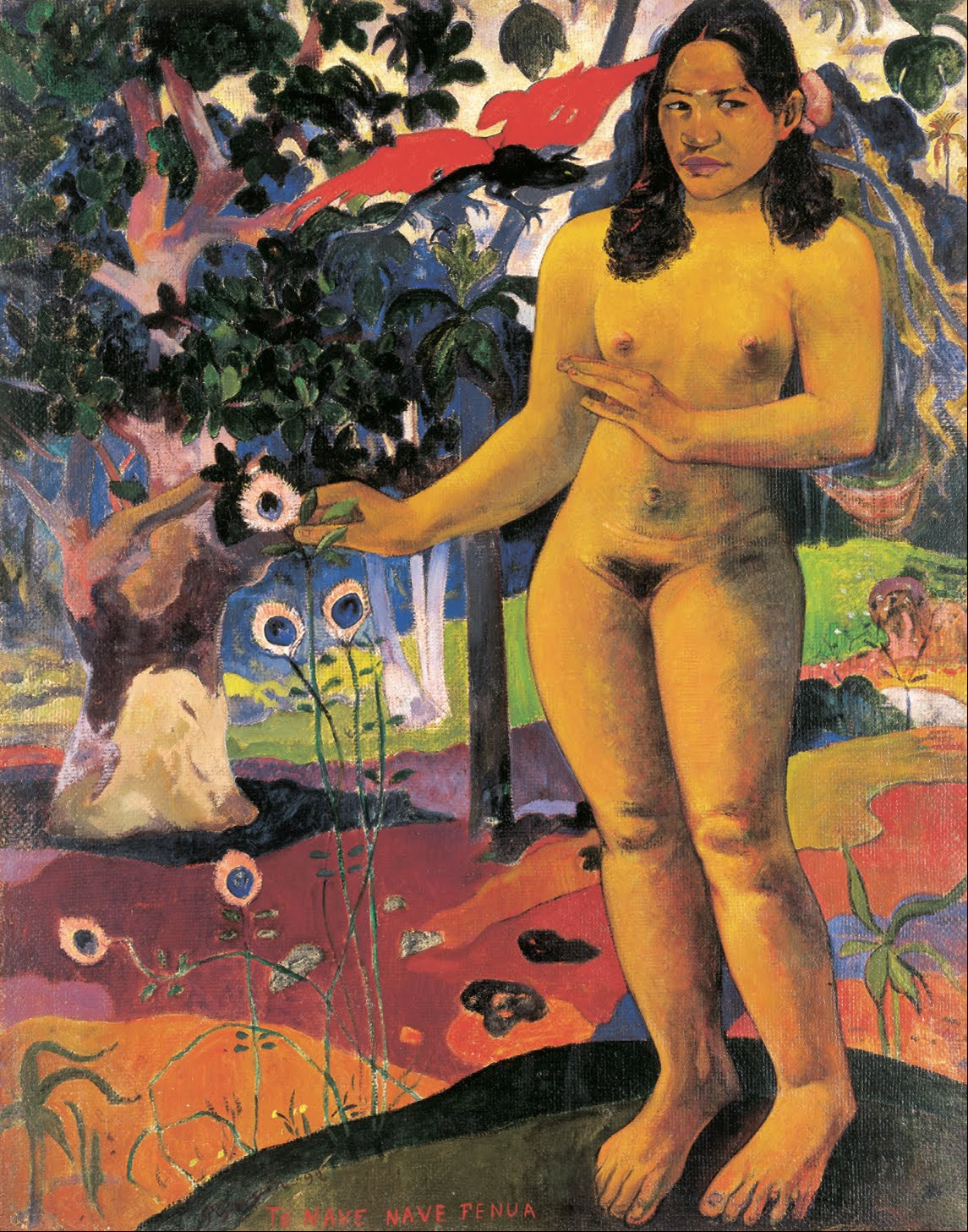
Te Nave Nave Fenua (1892)
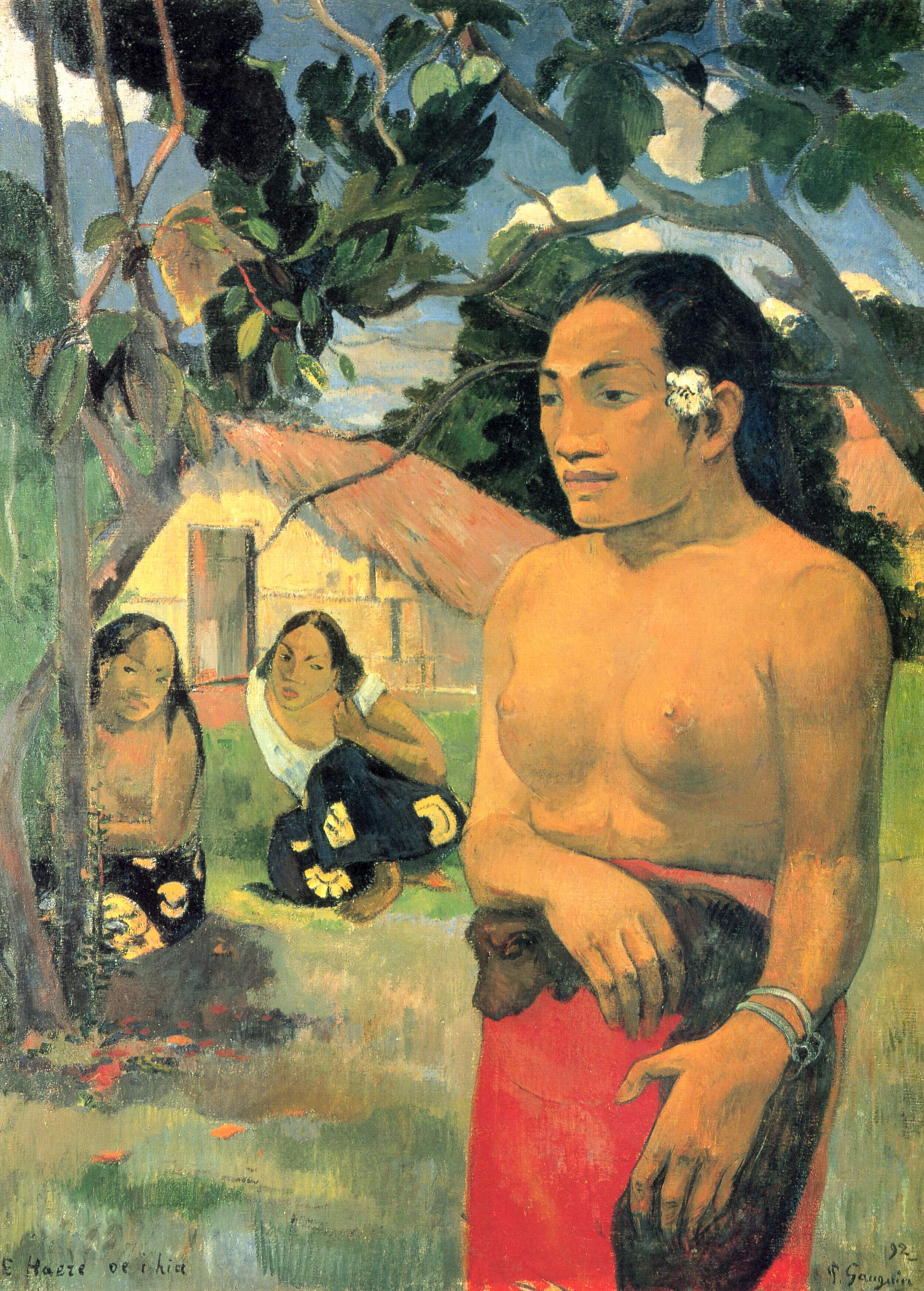
E haere oe i hia (1892)
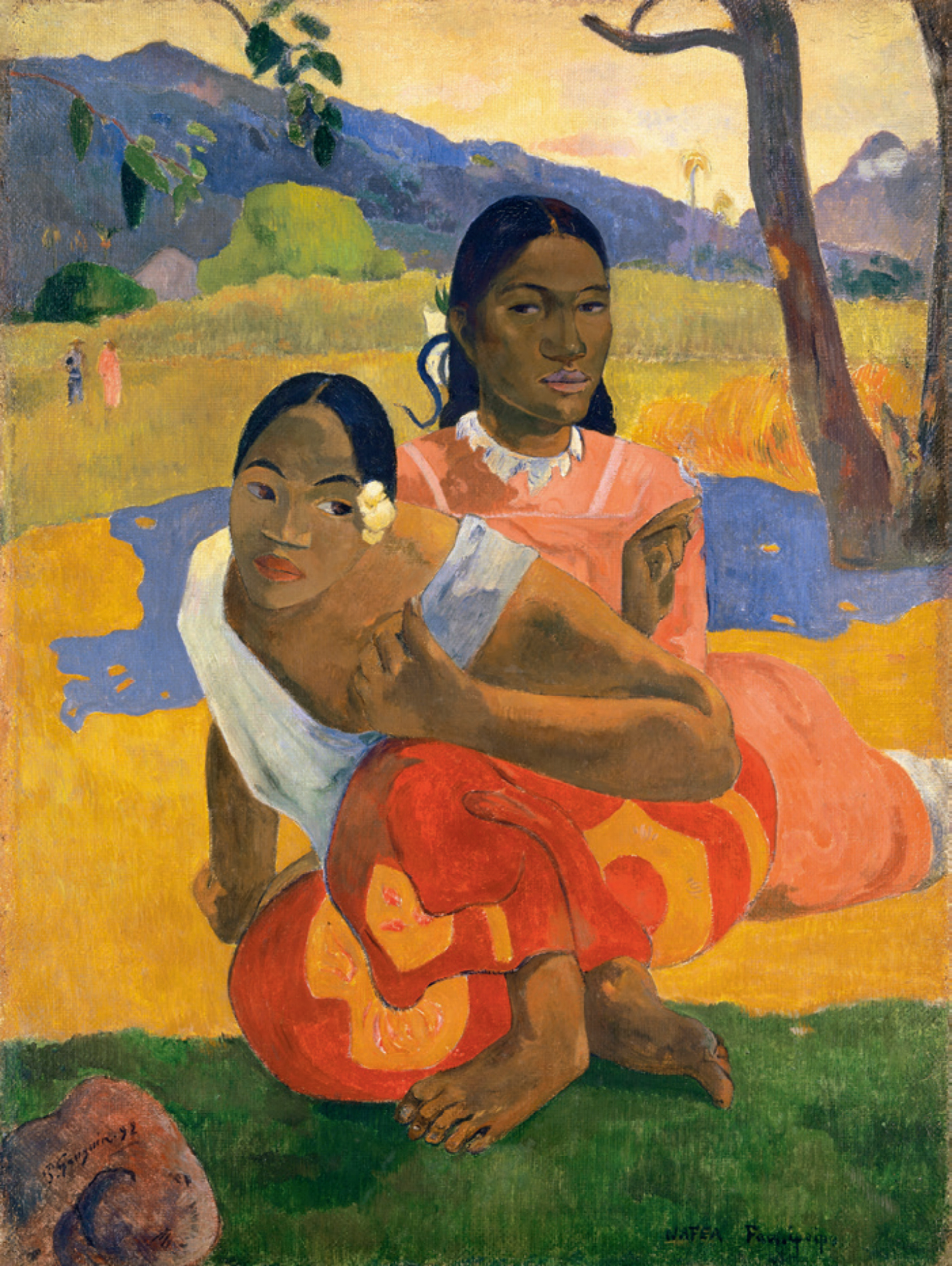
Nafea faa ipoipo? (1892)